# Molophilus ngernka
Molophilus ngernka är en tvåvingeart som beskrevs av Günther Theischinger 1994. Molophilus ngernka ingår i släktet Molophilus och familjen småharkrankar. Inga underarter finns listade i Catalogue of Life.